# Meldi (motorfietsmerk)
Meldi is een historisch Italiaans motorfietsmerk.
Officine Meccaniche Giuseppe Meldi, Torino (1927-1947). Italiaans merk dat voornamelijk racemachines met 248-, 348- en 498 cc kopklepmotoren van JAP en Python bouwde. Het bleef bij kleine aantallen. 
Van 1928 tot 1931 produceerde Meldi samen met Antonio Baudo het merk BM, eveneens in Turijn.